# Ghat Đông
Ghat Đông (tiếng Telugu: తూర్పు కనుమలు, Tūrpu Kanumalu,tiếng Odia: ପୂର୍ବଘାଟ ପର୍ବତମାଳା, Pūrbaghāṭa Parbatamāḷā, tiếng Kannada: ಪೂರ್ವ ಘಟ್ಟ, Pūrva Ghaṭṭa, tiếng Tamil: கிழக்குத் தொடர்ச்சி மலைகள் Kiḻakkut Toṭarcci Malaikaḷ) là một dãy núi không liên tục dọc theo bờ biển phía đông Ấn Độ song song với bờ Vịnh Bengal. Ghat Đông chạy từ tiểu bang Tây Bengal ở phía bắc, qua Orissa và Andhra Pradesh đến Tamil Nadu ở phía nam. Dãy núi này còn ăn vào địa giới tiểu bang Karnataka.

## Địa lý
Dãy Ghat Đông là một dãy núi cổ, bị bốn con sông chính ở miền nam Ấn Độ là Godavari, Mahanadi, Krishna, và Kaveri soi mòn chảy cắt ngang, tạo ra dải đồng bằng duyên hải trước khi đổ ra Vịnh Bengal. Cao nguyên Deccan nằm ở phía tây dãy núi Ghat Đông, giữa Ghat Đông và Ghat Tây. So với Ghat Tây thì rặng Ghat Đông thấp hơn và khô ráo hơn.
Ở cực nam, Ghat Đông chỉ là dãy đồi núi thấp với tên địa phương là Sirumalai và Karanthamalai ở miền nam Tamil Nadu. Tiến sang phía bắc sông Kaveri thì Ghat Đông lần lượt có tên là Kollimalai, Pachaimalai, Shevaroy, Kalrayan, Chitteri, Palamalai và Mettur ở miền bắc Tamil Nadu. Với khí hậu trên cao thường mát mẻ và ẩm ướt hơn vùng đồng bằng miền xuôi, lợi dụng lợi thế thiên nhiên đó mà Ghat Đông cũng là nơi có nhiều đồn điền cà phê, xen kẽ với những cánh rừng khô. Gần đó là khu nghỉ mát Yercaud ở Shevaroy.
Vùng đồi Bilgiri nối dãy Ghat Tây đến sông Kaveri, tạo thành một hành lang rừng sinh thái giữa Ghat Đông và Tây. Khu vực này cho phép quần thể voi rừng lớn thứ hai ở Ấn Độ di chuyển tự do từ Ghat Đông, Biligiri, Nilgiri và Ghat Tây. Đây cũng là khu vực ngôi đến nổi tiếng ở Malai Mahadeshwara thuộc Chamarajanagar, tiểu bang Karnataka.
Phía bắc sông Palar, tiểu bang Andhra Pradesh thì Ghat Đông tách ra thành hai dãy núi song song chạy bắc-nam. Dãy Velikonda thấp hơn nằm ở phía đông, và dãy Palikonda-Lankamalla-Nallamalla cao hơn nằm ở phía tây. Sông Palar cắt ngang hai đoạn núi này.
Dãy Velikonda ở phía đông đổ xuôi và thấp dần khi ra ven biển ở miền bắc quận Nellore. Trong khi đó dãy Nallamalla chạy dài đến triền sông Krishna. Tiếp về phía bắc sông Krishna thì Ghat Đông chỉ là một dãy đồi thấp tiếp tục đến sông Godavari. Vượt sang phía bắc sông Godavari thì Ghat Đông lại trỗi cao dần tạo thành địa giới giữa hai tiểu bang Andhra Pradesh và Orissa trứoc khi tỏa rộng thành núi non vùng Similipal ở cực đông bắc của dãy Ghat Đông.